# Zamek w Koziegłowach

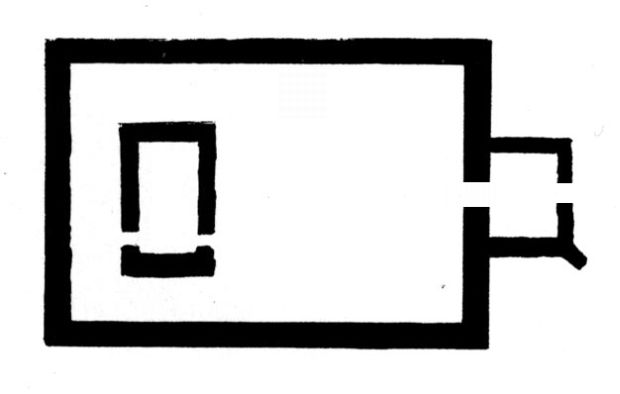
Plan zamku w Koziegłowach

Zamek w Koziegłowach – zamek w pobliżu miejscowości Koziegłowy w województwie śląskim, zlokalizowany nad rzeczką Sarni Stok i obecnie zachowany w formie ruiny. Stanowił ośrodek zarządu dóbr klucza koziegłowskiego w księstwie siewierskim.

## Historia
Pierwszy zamek w miejscu wcześniejszej drewnianej fortyfikacji wzniósł pod koniec XIV w. przypuszczalnie Mściwoj z Kwiliny (1336-85) lub kasztelan sądecki – Krystyn (I) z Koziegłów herbu Lis. Zamek pierwszy raz został wzmiankowany przez Jana Długosza w 1409 r., gdy Krystyn otrzymał od króla Władysława Jagiełły oddział wojskowy do obrony często najeżdżanego pogranicza z księstwami śląskimi.
W 1426 r. na zamku przebywał król Władysław Jagiełło. W latach 1452–1457 najeżdżany był przez Janka z Wołczyna, książąt Przemka z Toszka, Jana IV z Oświęcimia oraz grasantów Kawki i Świeborowskiego. Z 1470 r. pochodzi wzmianka o tym, że właścicielem zamku był Jan Koziegłowski, który w 1472 r. nakazał mieszczanom wykonywanie prac przy zamku ("W zimie obrąbywać będą lód w fosach i parkany przy zamku naprawiać, a jeśliby wypadło parkany stawiać, użyty będzie do tego celu cieśla, przez dziedzica płatny").
W 1519 r. okoliczne dobra wraz z zamkiem zostały sprzedane biskupowi krakowskiemu Janowi Konarskiemu. Od tego czasu była to własność biskupów krakowskich. W 1548 r. biskup Samuel Maciejowski napisał "gdy zamek od wielu lat jest opuszczony, do którego obwarowania, ogradzania poddani nasi obowiązani byli, uwalniając ich przeto od takowych robocizn, stanowimy, żeby po groszu od łanu płacili, póki rzeczony zamek przez nas, lub przez naszych następców nie zostanie podźwignięty, co gdy nastąpi, powinni zamek umacniać stosownie do pierwotnego przywileju". W 1598 r. ponownie wzmiankowano o złym stanie zamku (devastatum castellum seu ruinis).
W 1655 r. w ruinach zamku bronił się przez kilka dni przed Szwedami burgrabia i starosta Stanisław Kawecki. W 1865 r. władze rosyjskie nakazały rozebrać pozostałości zamku i wybudować z nich drogę do Gniazdowa.
W latach 1962, 1966-1969 prowadzono na zamku prace archeologiczne pod kierunkiem dr Włodzimierza Błaszczyka, w toku których pozyskano wiele drobnych monet obiegowych, szczególnie z okresu średniowiecza, groty bełtów, ostrogi i kilkanaście kul armatnich, które zostały znalezione w obrębie wieży bramnej. Z zamku zachowały się jedynie resztki fundamentów i zarys fos.
Podczas prac w 2022 archeolodzy pod kierunkiem dra Artura Gintera odsłonili fragment wschodniej strony zamku, to jest fundamenty wieży bramnej oraz muru obwodowego wraz z północno-wschodnim narożnikiem. W wyniku badań ustalono, że rozbiórka obiektu w XIX wieku nastąpiła tylko do poziomu ziemi. Sam zamek powstawał etapami, a wieża bramna powstała później od murów obwodowych. W grudniu 2024 r. w ramach inwestycji dofinansowanej z Rządowego Programu Odbudowy Zabytków miasto i gmina Koziegłowy podpisały umowę na częściową odbudowę zamku i grodu. W ramach inwestycji zaplanowano rekonstrukcję murów wraz konserwacją istniejących ich fragmentów, odbudowę bramy wejściowej oraz drewnianego mostu i palisady. 

## Architektura
Zamek zbudowany był na planie prostokąta o wymiarach 50x25 m. W obrębie murów o grubości 2,5 m znajdował się budynek mieszkalny. Od wschodu w murach obwodowych znajdowała się wieża bramna o wymiarach 9x9 m i grubości murów dochodzących aż do 2,4 m. Do bramy prowadziła długa na 125 metrów grobla. Przestrzeń pomiędzy murami była wybrukowana. Całość założenia otaczały dwie licowane kamieniem wapiennym linie wałów o wysokości 3 metrów i wypełniona wodą fosa. Podgrodzie zajmowało około 800 m².